# Robin Scherbatsky
Robin Charles Scherbatsky, Jr. es un personaje ficticio creado por Carter Bays y Craig Thomas para la serie de televisión estadounidense How I Met Your Mother (en España: Como conocí a vuestra madre, en América Latina: Cómo conocí a tu madre) de la cadena CBS. Es interpretada por la actriz Cobie Smulders.

## Biografía y personalidad
Robin nació un 23 de julio en Canadá y fue criada por su padre. Este último, estaba tan obsesionado con tener un hijo, que no cambió para nada sus planes: la llamó Robin Charles, le enseñó a pescar y cazar, la inscribió en el equipo de hockey e incluso la hizo saltar de un helicóptero para que se perdiese tres días en un bosque, con pocos recursos, como regalo de cumpleaños.
Pasó la mayor parte de su infancia y preadolescencia con su padre, hasta que en su adolescencia fue a vivir con su madre, cambiando su vida radicalmente. El sueño de toda la vida de Robin era hacerse famosa en televisión, por lo que contactó con la discográfica Dominant Records y creó el personaje Robin Sparkles, convirtiéndose en una joven promesa del pop canadiense. Tiempo después, y debido a que se obsesionó con un compañero de trabajo, creó un nuevo personaje llamado Robin Daggers, que puso fin así a su carrera musical tras el lanzamiento de su canción "P.S. I love you". 
Tiempo después descubrió que lo que de verdad deseaba era dedicarse al periodismo y consiguió hacerse con un puesto en la televisión canadiense como presentadora. Poco después, le ofertaron un puesto de presentadora también en Nueva York en el canal 12. Ha ido pasando por varios noticieros de Nueva York, como en un programa matutino de Metro News 1 llamado: ¡Vamos, despierta Nueva York!, un noticiero burlesco en Japón (del cual se arrepintió) y finalmente en World Wide News, empresa en la que consigue cumplir al fin su sueño, dando las noticias desde diferentes partes del mundo, siendo así conocida mundialmente. 
Ted Mosby (protagonista) la conoció en el pub McLaren's, enamorándose de ella a primera vista y, tras una serie de acontecimientos, Ted consigue (al final de la primera Temporada) salir con ella, lo cual hizo que ella pasase a ser automáticamente parte del grupo de amigos de la serie. Uno de ellos, Barney Stinson, fue encontrando todos y cada uno de los vídeos del pasado musical de Robin (del que ella se avergüenza) y mostrarlos a toda la pandilla. 
Es amante de los puros, el alcohol (sobre todo whisky), las armas y el hockey. No le gustan los niños (aunque a veces siente que su reloj biológico está a punto de estallar) ni el compromiso, gustos que no compartía con Ted (y razón por la cual ellos rompieron al año de relación). Le gustan los hombres masculinos, que no se preocupan de cosas como partirse una pierna o de hacerse la manicura. En la séptima temporada se descubre que no puede tener hijos, y a pesar de que no le gusten los niños, le entristece un poco. Casi todas sus relaciones han resultado un fracaso debido a esas reglas personales. 
Conforme avanza la serie, ella va enamorándose de Barney Stinson (tras una noche de cópula salvaje), y se convierten en pareja. Duran unos pocos meses, ya que, debido a que el estado de madurez de ambos en el ámbito de las relaciones de pareja no era muy bueno, se anulaban mutuamente. Pero, un tiempo después, tras varias relaciones en las que ambos no podían estar con sus respectivos debido a que seguían sintiendo cosas el uno por el otro, acaban volviendo, pero para casarse. 
La última temporada de la serie transcurre durante las 56 horas antes de la boda de Robin y Barney. Conforme avanza la temporada, Robin se encuentra dividida entre Ted y Barney, provocando que en el día de la boda, ella acabe con dudas acerca de su compromiso. Todo es porque ella descubre que Ted hizo grandes esfuerzos para encontrar un colgante muy especial que enterró años atrás; ella lo toma como una "señal del universo" de que debe estar con Ted. Queriendo hacerla feliz, Ted le dice que ya no la ama de esa manera. Ella acaba continuando finalmente con la boda, tras una promesa de Barney en la cual promete ser siempre honesto con ella.
En el transmitido de la serie, "Last Forever 1", es revelado que Robin y Barney se divorciaron después de tres años porque su horario agitado de viaje les impedía pasar tiempo juntos. Una noche del famoso año de la serie 2030, Ted la sorprende en su puerta sosteniendo trompa francesa azul, habiendo recibido el permiso de sus hijos para renovar su relación con Robin, seis años después de la muerte por una enfermedad terminal de su esposa Tracy (mayor conocida como La Madre), acabando así la serie.